# Andreas C. Knigge

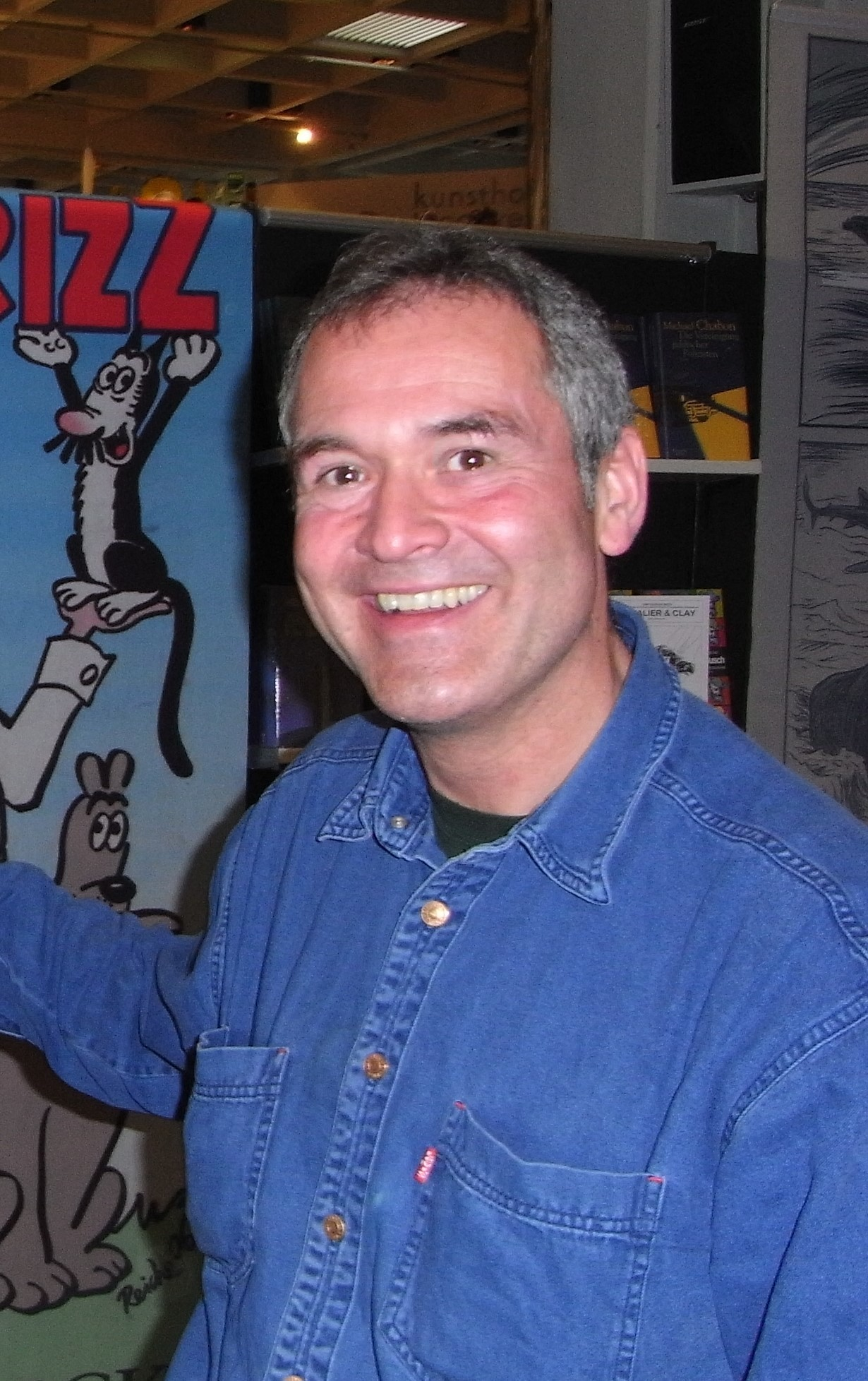
2008 auf dem Comic-Salon in Erlangen

Andreas C. Knigge (* 6. April 1957 in Hannover) ist ein deutscher Autor, Journalist und Lektor.

## Leben
Andreas C. Knigge ist Wegbereiter einer kritischen Comic-Rezeption in Deutschland und einer derer maßgeblichen Vertreter. 1974 gründete er mit René Lehner und Thilo Rex das Comic-Fachmagazin Comixene, das er bis 1982 herausgab. 
1983 begann er als Lektor der Carlsen Comics (von 1985 bis 1998 als Cheflektor). Durch die Herausgabe vieler bedeutender Werke internationaler Comic-Kunst und -Literatur hat er den Comic-Markt in den 1980er und 1990er Jahren entscheidend geprägt und war auch einer der ersten Förderer einer Produktion deutscher Zeichner (Matthias Schultheiss, Ralf König, Isabel Kreitz u. a.). Mit der Veröffentlichung von Frank Millers Batman – Die Rückkehr des Dunklen Ritters leitete er 1989 die Renaissance der amerikanischen Superhelden-Comics in Deutschland ein, 1991 publizierte er mit Akira die erste Manga-Serie in Deutschland und 1997 mit Dragon Ball den ersten Manga in japanischer Leserichtung. Er arbeitete mit Joachim Kaps zusammen, den er beeinflusste.
Parallel zu seiner Tätigkeit für Carlsen war Knigge 1986 Begründer und Herausgeber des „Comic-Jahrbuchs“ (bis 1991), Verfasser zahlreicher teilweise in andere Sprachen übersetzter Sachbücher zum Thema und Herausgeber mehrerer Anthologien. Darüber hinaus hat er sich mit anderen Bereichen der populären Kultur beschäftigt (u. a. Mitarbeit am „Jahrbuch der Kriminalliteratur“, Herausgeber der „Europa Filmbibliothek“) und ist Mitarbeiter an „Kindlers Neues Literaturlexikon“ und weiteren Werken zur Literaturgeschichte.
Knigge arbeitet heute als Projektentwickler, freier Journalist, Ghostwriter und Literaturagent in Hamburg und hat auch eigene Comics geschrieben (u. a. Matz & Mikke für GEOlino, Die Schlümpfe und zusammen mit Jón S. Jónsson Die verlorene Zukunft für Zeichnerin Annie Goetzinger). Als Person taucht Knigge in den Werken einiger deutscher Comic-Zeichner auf, so etwa bei Isabel Kreitz und Gerhard Seyfried. 2005 wurde er sogar zu einer regelmäßig auftretenden Comic-Figur in der französischen Humorzeitschrift Fluide Glacial.

## Werke (Auswahl)
- zusammen mit Achim Schnurrer: Bilderfrauen, Frauenbilder. Eine kommentierte Bilddokumentation über das Bild der Frau im Comic. Hannover 1979, ISBN 3-88464-010-0.
- Sex im Comic. Frankfurt am Main/Berlin/Wien 1985, ISBN 3-548-36518-3.
- Fortsetzung folgt. Comic-Kultur in Deutschland. Frankfurt am Main/Berlin/Wien 1986, ISBN 3-548-36523-X.
- zusammen mit Klaus Strzyz und Carl Barks (Vorwort): Disney von innen. Gespräche über das Imperium der Maus, Frankfurt am Main/Berlin/Wien 1988, ISBN 3-548-36551-5.
- Comic-Lexikon. Frankfurt am Main/Berlin/Wien 1988, ISBN 3-548-36554-X.
- als Herausgeber zusammen mit Richard Marschall: Das große Hal-Foster-Buch. Hamburg 1992, ISBN 3-551-02816-8.
- Comics. Vom Massenblatt ins multimediale Abenteuer. Reinbek bei Hamburg 1996, ISBN 3-499-16519-8.
- Alles über Comics, Eine Entdeckungsreise von den Höhlenbildern bis zum Manga. Hamburg 2004, ISBN 3-203-79115-3.
- 50 Klassiker Comics. Von Lyonel Feininger bis Art Spiegelman, Hildesheim 2004, ISBN 3-8067-2556-X.
- als Herausgeber zusammen mit Heinz Ludwig Arnold: Comics, Mangas, Graphic Novels. Text + Kritik V/09. Sonderband. München 2009, ISBN 978-3-88377-995-9.
- zusammen mit Charles M. Schulz (Comics): Das große Peanuts Buch. Hamburg 2010, ISBN 978-3-551-78656-2.
- Allmächtiger! Hansrudi Wäscher. Pionier der deutschen Comics. Hamburg 2011, ISBN 978-3-941694-11-8.